# الأمير كارل تيودور من بافاريا
الأمير كارل تيودور من بافاريا (بالألمانية: Karl von Bayern)‏ (و. 1795 – 1875 م) هو ضابط ألماني، ولد في مانهايم، كان عضوًا في الأكاديمية البافارية للعلوم والعلوم الإنسانية، ويحمل رتبة عسكرية فيلد مارشال، توفي في بحيرة تيغرنزيه، عن عمر يناهز 80 عاماً، بسبب السقوط عن الحصان.

## جوائز
حصل على جوائز منها:
- نيشان فرسان القديس أندراوس
- وسام القديس جورج من الدرجة الرابعة  [لغات أخرى]‏
- نيشان القديس  ألكسندر نيفيسكي  [لغات أخرى]‏